# Morning Glow
Morning Glow è un singolo del cantante statunitense Michael Jackson pubblicato nel 1973, il secondo estratto dall'album Music & Me.
La canzone fu scritta da Stephen Schwartz.